# Belle van Zuylenlezing
De Belle van Zuylenlezing wordt sinds 2005 in Utrecht georganiseerd, eerst door Stichting literaire activiteiten Utrecht (SLAU), later door International Literature Festival Utrecht (ILFU). De eerste lezing was tweehonderd jaar na het sterfjaar van Belle van Zuylen. Onderwerp van de lezing is maatschappelijke betrokkenheid van literatuur.
Sinds 2019 ontvangt de auteur die de lezing geeft tevens de Belle van Zuylenring.

## Lezingen
- 2005: Nelleke Noordervliet: Betekenis van het erfgoed van Belle van Zuylen
- 2006: Hans Magnus Enzensberger: Im Irrgarten der Intelligenz - In de doolhof van de intelligentie[3]
- 2007: Jeanette Winterson: The cup, the knife, the compass, the remedy
- 2008: Rita Monaldi en Francesco Sorti: De ring van Moebius. Relatie tussen geschiedenis en cultuur
- 2009: Azar Nafisi: Fictional realities andreal fictions: dispatches from the Islamic Republic of Iran
- 2012: Mercedes Abad: Writing between revenge and opportunity[4]
- 2013: Ulf Stolterfoht
- 2014: György Konrád[5]

### Lezing en ring
- 2019: Chimamanda Ngozi Adichie[6][7][8][9]
- 2020: Margaret Atwood[10][11]
- 2021: Elena Ferrante[12][13]
- 2024: Svetlana Aleksijevitsj: Waiting for the Barbarians[14][15][16]